# Federal Open Market Committee

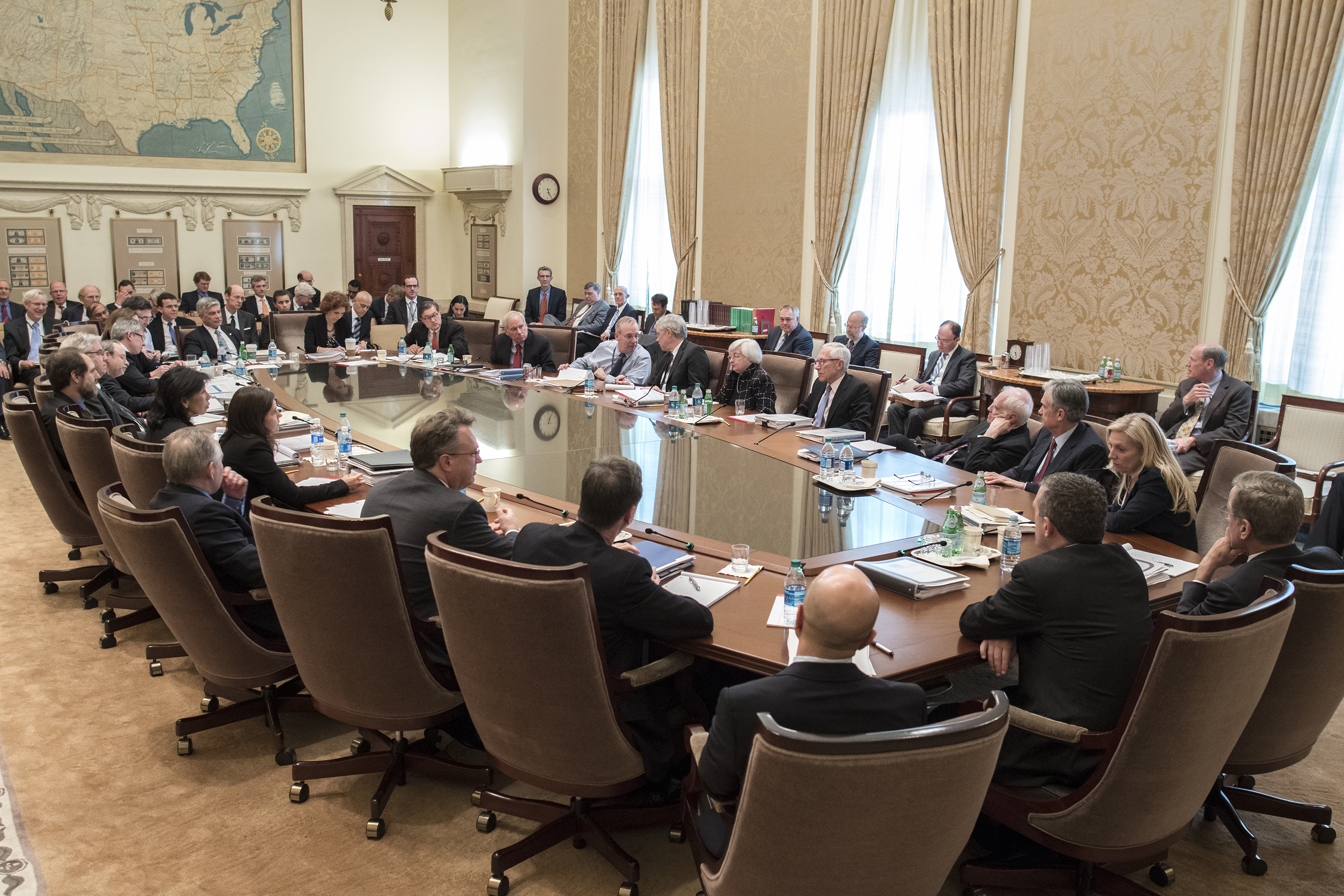
FOMC vergadering in Washington D.C. onder leiding van Ben Bernanke

Het Federal Open Market Committee (FOMC) is een component van het Federal Reserve System. Het FOMC heeft onder de wet de opdracht de hoogte van de Federal funds rate vast te stellen en toezicht te houden op de openmarktoperaties van de Verenigde Staten.

## Functies
Het FOMC neemt de belangrijke beslissingen over de rentestand en de groei van de geldhoeveelheid en is het belangrijkste orgaan op het gebied van het monetair beleid in de Verenigde Staten.
Het comité bepaalt het niveau voor de Federal funds rate, dit is het tarief dat commerciële banken elkaar in rekening brengen voor kortlopende kredieten die ze bij de Federal Reserve aanhouden. Het tarief moet de twee belangrijke doelstellingen van het Amerikaanse monetaire beleid ondersteunen, namelijk prijsstabiliteit en verantwoorde economische groei.
Om de rente daadwerkelijk in de buurt te krijgen van het gewenste niveau worden in de markt effecten, vooral Amerikaanse staatsobligaties, gekocht en verkocht. Deze transacties worden gedaan door de Open Market Trading Desk van de Federal Reserve Bank of New York.
Het FOMC leidt ook de operaties die de Federal Reserve System in valutamarkten wil laten uitvoeren, hoewel elke interventie op de valutamarkten met de Treasury Department wordt gecoördineerd, aangezien dit ministerie verantwoordelijk is voor het wisselkoersbeleid van de Amerikaanse dollar.
Het FOMC bestaat uit de zeven gouverneurs plus vijf van de twaalf regionale presidenten. Alle twaalf presidenten zijn aanwezig en participeren in de discussies, maar vijf hebben stemrecht. De president van de Federal Reserve Bank of New York zit altijd bij deze vijf, waardoor de overige vier plaatsen bij toerbeurt worden bezet door de overige regionale presidenten. De zeven gouverneurs hebben altijd stemrecht waarmee het totaal aantal stemmen op 12 uitkomt. De voorzitter van de FOMC is de Chair van de Board of Governors en de president van de Federal Reserve of New York is de vicevoorzitter. De FOMC komt elke zes à acht weken bij elkaar in Washington D.C. en de vergaderingen zijn niet openbaar. Ter voorbereiding van de maandelijkse vergadering wordt een Beige Book gemaakt, waarin relevante informatie staat ter ondersteuning van de besluitvorming. Aan het einde van de bijeenkomst is er een persconferentie waarin de belangrijkste besluiten worden bekendgemaakt en toegelicht. De notulen van de vergaderingen worden enkele weken later gepubliceerd.

## Kredietcrisis
De kredietcrisis had een enorme negatieve invloed op de Amerikaanse economie. De FOMC kwam snel in actie en verlaagde de rente. Toen dit onvoldoende effect bleek te hebben werden onconventionele monetaire beleidsmaatregelen genomen zoals de opkoop van staatsobligaties.

### Renteverlaging
Op 16 december 2008 besloot het FOMC de federal funds rate van 1% te verlagen naar 0 en 0,25%. Het was de tiende renteverlaging in ruim een jaar tijd. Met de renteverlaging wil de Federal Reserve een verdere verzwakking van de Amerikaanse economie tegengaan. Verder was de situatie op de financiële markten nog steeds gespannen en blijft krediet moeilijk te krijgen. De renteverlaging was ook mogelijk omdat er geen risico van inflatie was. In december 2015 werd voor de eerste keer de rente licht verhoogd naar 0,25%−0,50%.

### Openmarktoperaties
Op 25 november 2008 maakte de Federal Reserve bekend voor zo'n $ 500 miljard aan mortgage backed securities (hypotheekobligaties, MBS) te gaan kopen. Door deze stukken te kopen van de commerciële banken krijgen de banken de financiële ruimte om nieuwe leningen aan bedrijven en particulieren te verstrekken. Dit programma had een maximum, maar na afloop werd dit opgevolgd door andere programma's. De Federal Reserve kocht vanaf december 2012 voor $ 85 miljard per maand aan MBS en staatsleningen zonder een maximum hieraan te verbinden. In december 2013 werd het economisch herstel gereflecteerd in een werkloosheid van minder dan 7% van de beroepsbevolking en de Federal Reserve besloot te gaan taperen. Taperen betekent de geleidelijk afbouw van het opkoopprogramma. De Federal Reserve besloot voor $ 10 miljard per maand minder te kopen. In diverse stappen werd dit bedrag verder gekort en in oktober 2014 staakte de Federal Reserve helemaal met het opkopen. De federal funds rate bleef nog wel op het zeer lage niveau.

## Externe bronnen
- (en)  Federal Open Market Committee: FOMC pagina op Federal Reserve website
- (en)  Federal Reserve Meeting calendars, statements, and minutes
- (en)  Federal Reserve Board: Come with Me to the FOMC, speech 2 april 1998
- (en)  What happens to the markets on "Fed Days" Fed Day Charts
- (en)  University of Rochester: Schaduw Open Market Committee

## Voetnoten
1. ↑  Federal Open Market Committee:About the FOMC. Board of Governors of the Federal Reserve System. Federal Reserve (18 februari 2009). Gearchiveerd op 24 juni 2023.
2. ↑  Sullivan, Arthur, Steven M. Sheffrin (2022). Economics. Savvas Learning Company, Paramus, New Jersey, pp. 418. ISBN 0-13-063085-3. Gearchiveerd op 17 maart 2023.
3. 1 2 3 4 5 6  (en)  Federal Reserve Bank of Philadelphia A Day in the Life of the FOMC, geraadpleegd op 11 augustus 2016. Gearchiveerd op 16 augustus 2016.
4. 1 2 3  Fed verlaagt rente tot bijna nul, Reformatorisch Dagblad, 16 december 2008. Geraadpleegd op 9 maart 2015. Gearchiveerd op 2 april 2015.
5. ↑  (en)  Federal Reserve persbericht 25 november 2008, geraadpleegd op 9 maart 2015. Gearchiveerd op 15 november 2017.
6. ↑  (en)  CNBC Fed to taper bond buying by $ 10 billion a month, 18 december 2013, geraadpleegd op 9 maart 2015
7. 1 2  Nieuw.NL Fed houdt rente laag, maar stopt opkoopprogramma, 29 oktober 2014, geraadpleegd op 9 maart 2015